# Itahana-shuku

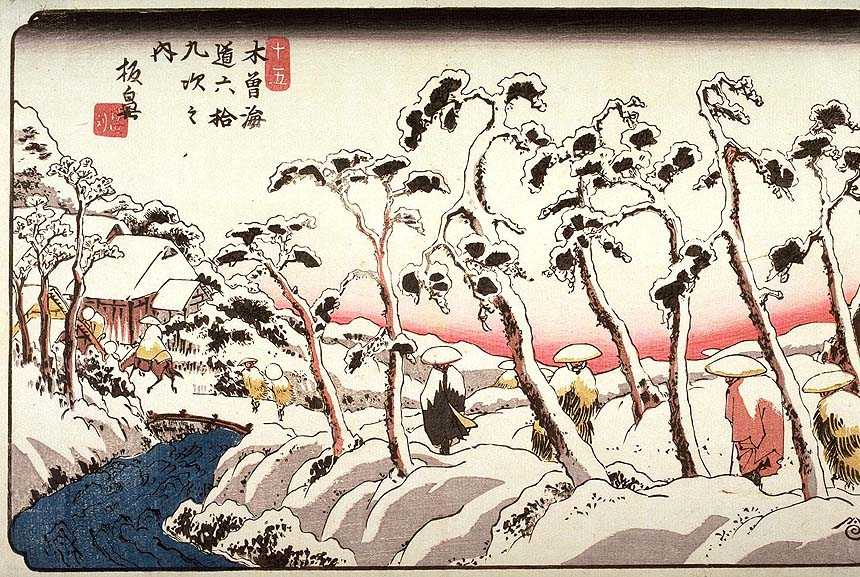
Itahana-shuku, estampe de Keisai Eisen de la série Les Soixante-neuf Stations du Kiso Kaidō.

Itahana-shuku (板鼻宿, Itahana-shuku) était la quatorzième des soixante-neuf stations du Nakasendō. Elle est située dans la ville moderne d'Annaka, préfecture de Gunma au Japon. Les ruines de son honjin se trouvent à l'auberge Princesse Kazunomiya (皇女和宮宿泊, Ōjo Kazunomiya Shukuhaku).

## Stations voisines
Nakasendō
Takasaki-shuku – Itahana-shuku – Annaka-shuku